# 친 친
친 친(영어: chin chin)은 서아프리카의 튀김 과자이다. "친 친"은 나이지리아에서 부르는 이름이며, 토고와 베냉에서는 아초몽(프랑스어: atchomon), 가나에서는 아초모(영어: achomo), 카메룬에서는 크로케트(프랑스어: croquette)로 불린다.

## 같이 보기
- 클레네트